# Lophoterges horhammeri
Lophoterges horhammeri là một loài bướm đêm trong họ Noctuidae.